# Parafia Terrebonne
Parafia Terrebonne (ang. Terrebonne Parish) – parafia cywilna w stanie Luizjana w Stanach Zjednoczonych. Obszar całkowity parafii obejmuje powierzchnię 2 082,07 mil2 (5 392,57 km²). Według danych z 2010 r. parafia miała 111 590 mieszkańców. Parafia powstała w 1822 roku, a jej nazwa pochodzi z języka francuskiego terre bonne, co można przetłumaczyć jako dobra ziemia.

## Sąsiednie parafie
- Parafia Assumption (północ)
- Parafia Lafourche (północny wschód)
- Parafia St. Mary (północny zachód)

## Miasta
- Houma

## CDP
- Bayou Cane
- Bourg
- Chauvin
- Dulac
- Gray
- Montegut
- Presquille
- Schriever